# 一丸デパート
| 現在の「いちまる」及び「モードスクエアいちまる」 |  | 現在の「いちまる」及び「モードスクエアいちまる」 |
| 現在の「いちまる」及び「モードスクエアいちまる」 |  |                                                  |

一丸デパート（いちまるデパート）は、かつて大分県大分市の竹町商店街（1994年にガレリア竹町に改称）に存在した百貨店である。現在はガレリア竹町で服飾販売店「いちまる」として営業している。

## 概要
江戸時代から続く老舗の呉服店であったが、明治時代に入ると洋品店に転業。さらに昭和時代に入ると、4代目一丸伍兵衛が資本金35万円で株式会社一丸を設立し、1934年（昭和9年）10月に大分県初の百貨店となる一丸デパートを開店した。
開店当初の一丸デパートは木骨二重防火コンクリート構造4階建で、エレベータが1基設置されていた。各階の売り場は以下の通りであった。
- 屋上 - 子供用娯楽施設
- 4階 - 食堂・催事場
- 3階 - 洋服・玩具・家具・履物
- 2階 - 婦人服・子供服・呉服
- 1階 - 食料品・文房具・化粧品

一丸デパートは翌1935年（昭和10年）10月に開店したトキハと激しい競争を繰り広げた。太平洋戦争が始まると、経済統制の元で一丸デパートとトキハは合併を指示されたが、一丸デパートはこれを拒否して1943年（昭和18年）9月に廃業。建物は1945年（昭和20年）7月の大分空襲で全焼した。
戦後、服飾販売店「いちまる」として竹町商店街にて営業を再開し、現在は「いちまる」及び「モードスクエアいちまる」として営業している。

## 沿革
- 1692年（元禄5年） - 一丸呉服店として創業。
- 1873年（明治5年） - 洋品・雑貨店へと転換。
- 1934年（昭和9年）10月 - 大分市竹町に一丸デパート開店。
- 1937年（昭和12年） - 増築。
- 1943年（昭和18年）3月 - 大分市の百貨店トキハとの合併を発表。新店名は「ヤマトデパート」。
- 1943年（昭和18年）9月 - 一丸の意向で合併が白紙となり、一丸デパート廃業。商品と従業員は全てトキハへ、建物は海軍航空廠へと移る。
- 1945年（昭和20年）7月 - 大分空襲により一丸デパート旧本館焼失。
- 1946年（昭和21年） - 服飾販売店「いちまる」として竹町商店街にて営業再開。